# コントルタマツ
コントルタマツ（コントルタ松、学名: Pinus contorta）は、マツ科マツ属の常緑高木。ロッジポールパイン（英：Lodgepole pine）とも。北米大陸西部の主に沿岸部に分布する常緑性のマツである。

## 名称
英語での名称は和名と同じコントルタパイン（Contorta pine）の他、ロッジポールパイン（Lodgepole pine: 小屋柱の松）、ショアパイン（Shore pine: 海岸線の松）、ツイステッドパイン（Twisted pine: よじれ松）などがある。このうちロッジポールパインは、先住民のネイティブアメリカンがティピーとよばれるテント小屋柱に用いていたことに由来する。学名のコントルタは「捻じれた」という意味で、ツイステッドパインもこれに由来する。

## 分布・生育地
北米西部原産。カナダ西部のブリティンシュ・コロンビア州からロッキー山脈を南下してアメリカ合衆国に至る広大な森林生態系の要となっている針葉樹である。

## 特徴
本種の球果（松ぼっくり）の多くは、硬く閉じて樹脂に守られた状態で10年間も木に残り、森林火災になると「烈開」と呼ばれる現象で、その硬い松かさを開いて種子を地面に捲き散らすという自然現象が起こる。森林火災で親の木が焼き尽くされ、鎮火して安全になると、球果に蓄えられていた種子が栄養分に富む灰の上にまき散らされたことで、他の植物よりも早く実生が芽を出した様子がみられる。

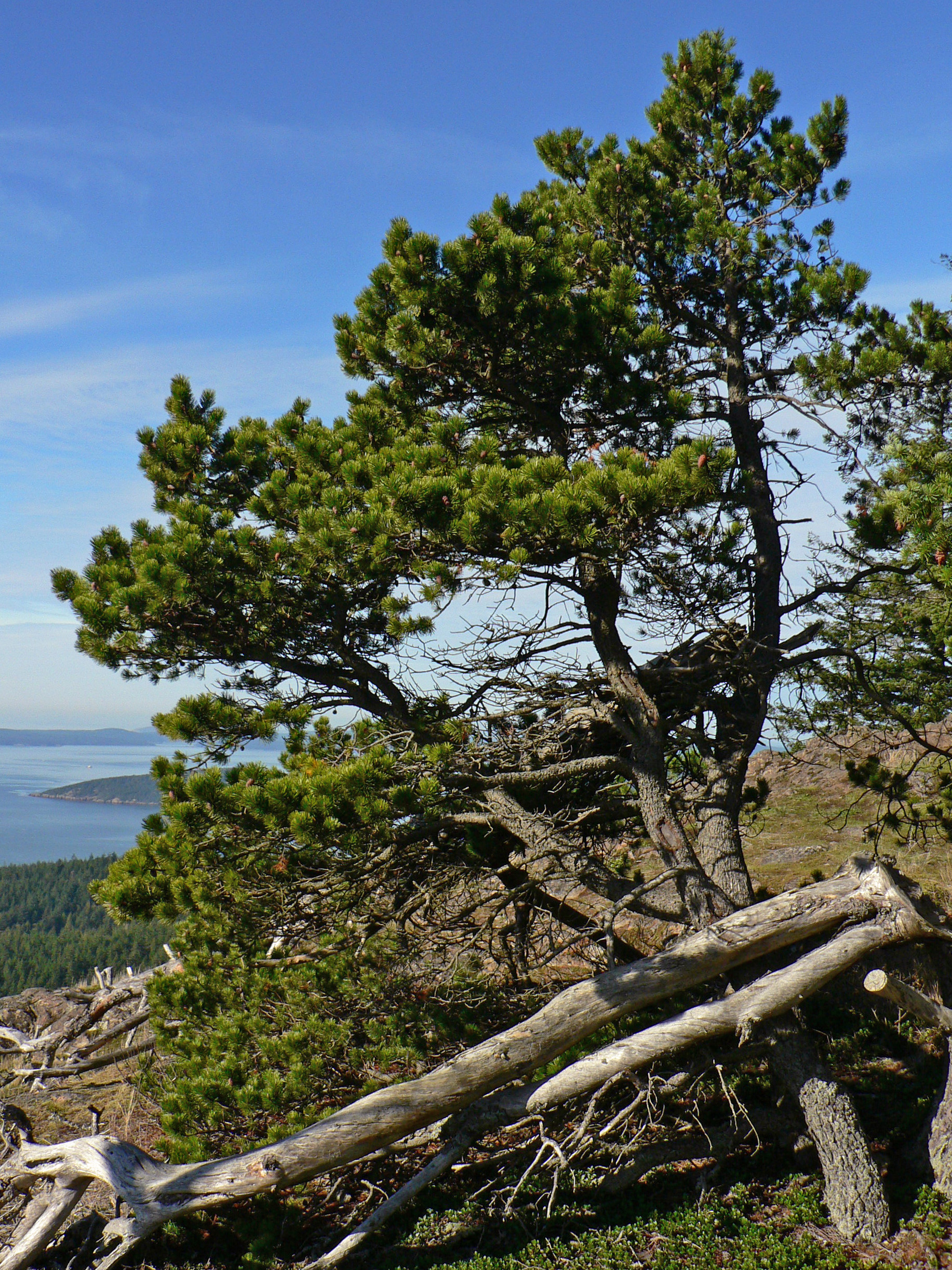
海岸線のコントルタマツ（ワシントン州）
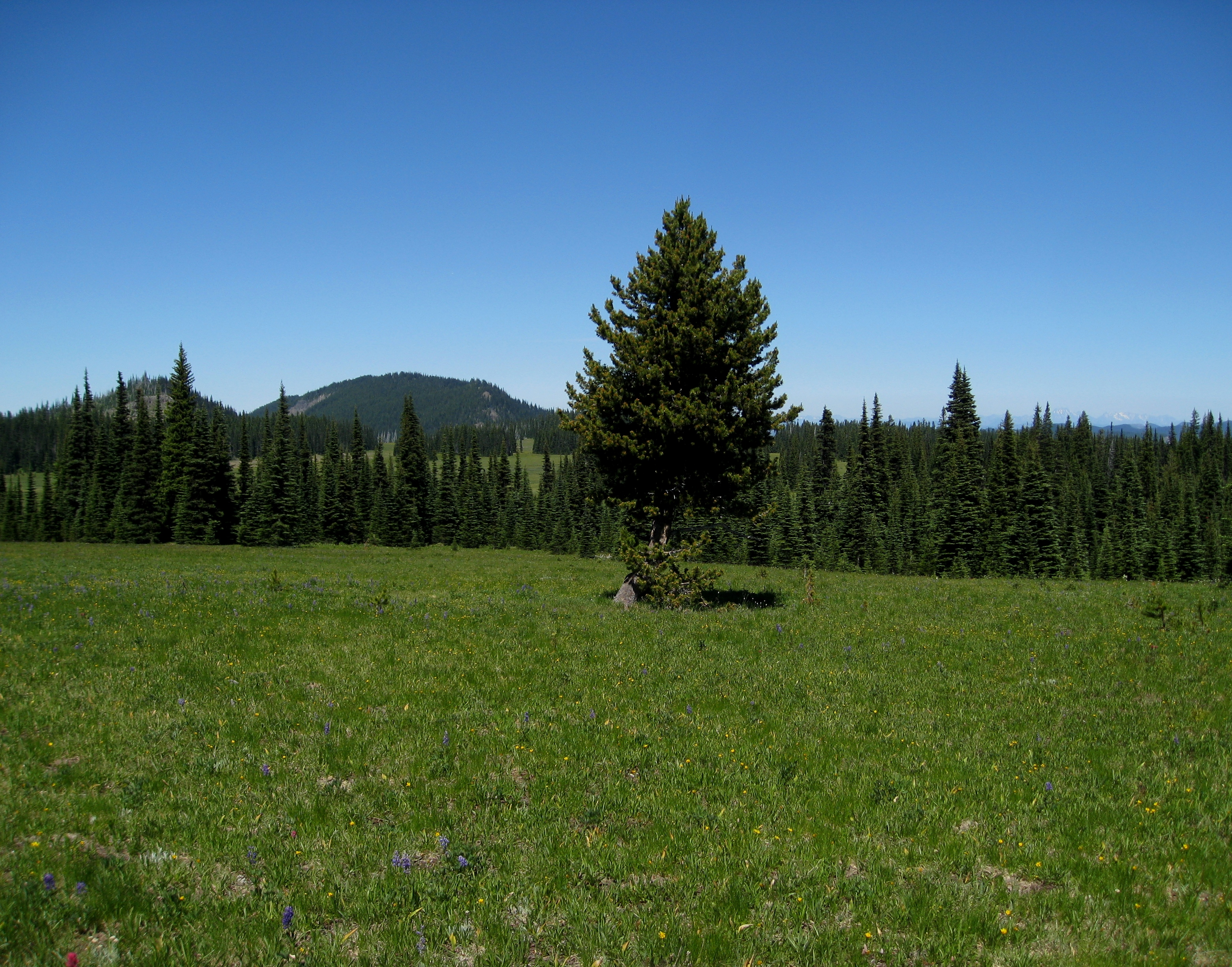
単立するコントルタマツ（ワシントン州）
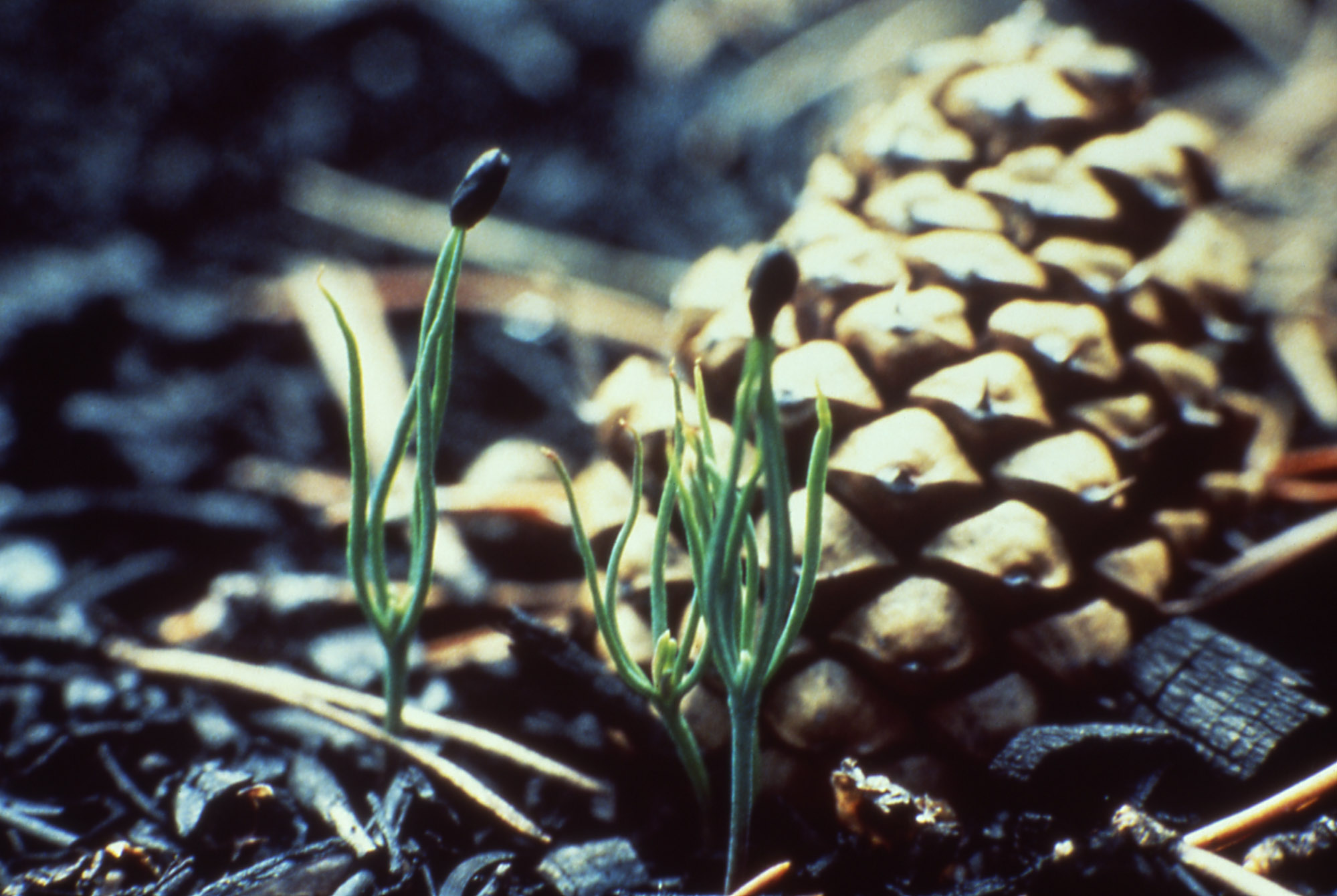
球果と実生（イエローストーン国立公園）

## 松枯れ問題
コントルタマツは、アメリカマツノキクイムシという松くい虫の被害を絶えず受けている。夏になると、アメリカマツノキクイムシのメスが幹に穴を空けて潜り込み、内樹皮に孔道を掘って卵を産み付ける。このキクイムシが木を食害すると、キクイムシとの共生菌である青変菌が内樹皮の細胞にコロニーを作り、木の内部で液体の流れを妨げるため樹脂の分泌ができなくなる。免疫機能がある樹脂の分泌が止まった孔道の中では青変菌が胞子を作り、翌年夏に羽化するキクイムシと共に、次の宿主となるコントルタマツへと分布を広げていく。ただし、キクイムシの幼虫は極寒の冬にほぼ死滅してしまうため、コンタルタマツが健康的であれば、生き残ったキクイムシに攻撃されても枯死してしまうことはない。攻撃されて弱った一部のコンタルタマツだけを枯死させたほうが、落雷による山火事の燃料を確保できることにもつながるので、球果をつけるコンタルタマツにとっては有利に働いている。しかしながら、近年は地球温暖化現象による暖冬の影響を受けてキクイムシが爆発的に増えてしまったことで、キクイムシの攻撃を凌ぐことが難しくなってきており、多くのコンタルタマツが被害を受けて枯死している。